# Mausoleum of Ya'qub Shah al-Mihmindar
Mausoleum of Ya'qub Shah al-Mihmindar (arabiska: تربة يعقوب شاه المهمندار) är ett monument i Egypten.   Det ligger i guvernementet Kairo, i den norra delen av landet, i huvudstaden Kairo. Mausoleum of Ya'qub Shah al-Mihmindar ligger 81 meter över havet.
Terrängen runt Mausoleum of Ya'qub Shah al-Mihmindar är huvudsakligen platt, men den allra närmaste omgivningen är kuperad. Terrängen runt Mausoleum of Ya'qub Shah al-Mihmindar sluttar västerut. Runt Mausoleum of Ya'qub Shah al-Mihmindar är det tätbefolkat, med 383 invånare per kvadratkilometer. Närmaste större samhälle är Kairo, 4,1 km norr om Mausoleum of Ya'qub Shah al-Mihmindar. Trakten runt Mausoleum of Ya'qub Shah al-Mihmindar är ofruktbar med lite eller ingen växtlighet.